# موقع القصف

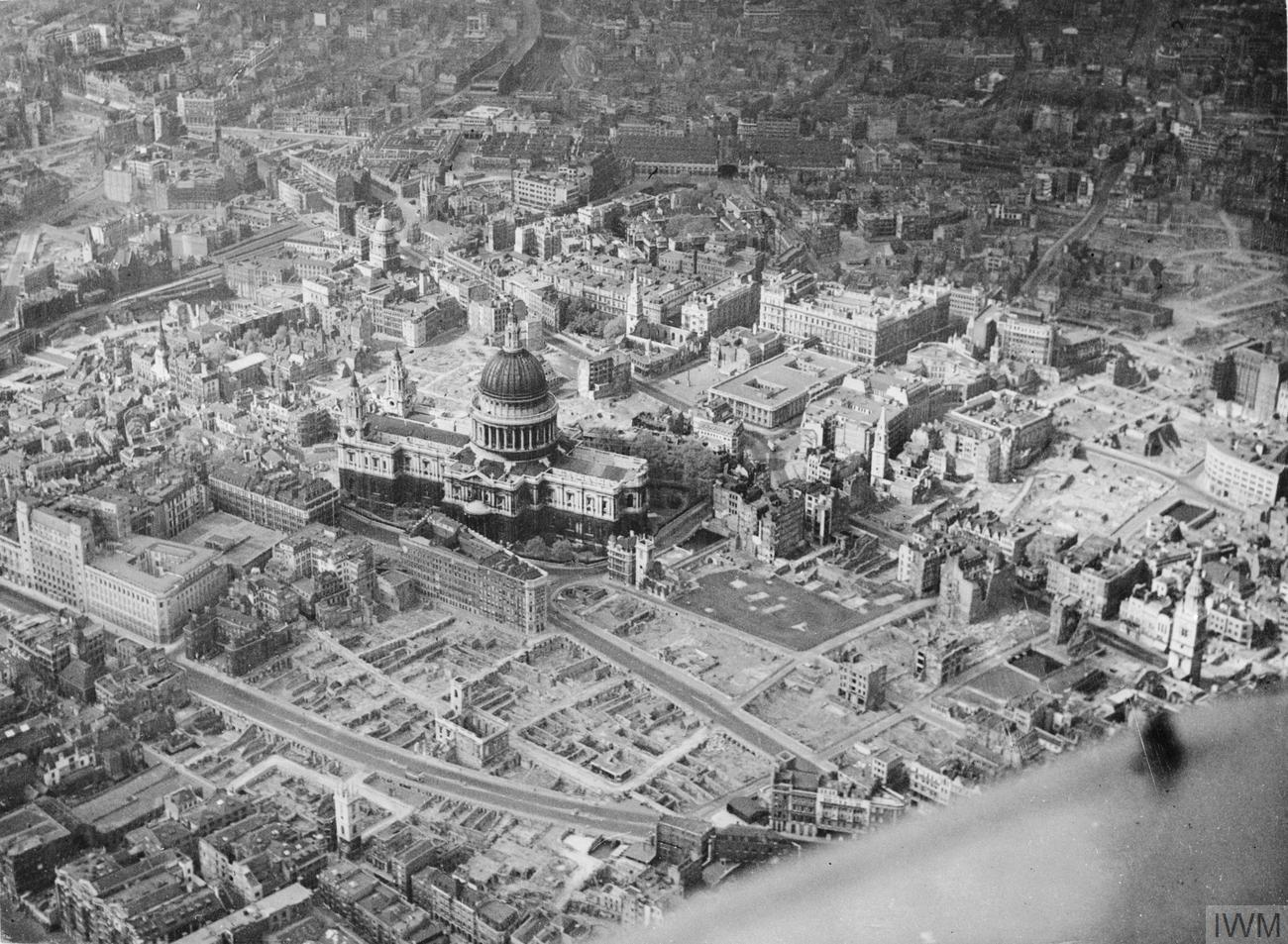

موقع القصف هو الحطام المتبقي بعد تدمير قنبلة لمبنى أو إنشاءات أخرى.

## مواقع قصف الحرب العالمية الثانية
في أعقاب الحرب العالمية الثانية، بقيت الكثير من المدن الأوروبية تعاني من الدمار البالغ جراء القصف بالقنابل. شوهت مواقع القنابل والمساحات الفارغة المغطاة بأنقاض المباني المدَمرة لندن والمدن البريطانية الأخرى التي تلقت ضربات القصف الخاطف، لذا يتقاسم الكثير من الأطفال الذين عاشوا في المناطق الحضرية في أعقاب الحرب ذكريات مشتركة عن ممارسة ألعابهم وقيادة دراجاتهم بين هذه الأطلال. كانت تنتشر في المنطقة ملاجيء القصف المهجورة من نوع «أندرسون».
ظلت هذه المواقع في لندن وليفربول وبريستول وغيرها من المدن وعبر القناة في برلين تذكرة دائمة بالموت والدمار الذي جلبته الحرب، كما كانت عاملاً مساهمًا في المنظور الاجتماعي والنفسي في أوروبا خلال الخمسينيات والستينيات من القرن العشرين. عانت المدينة الألمانية دريسدن من ويلات دمار لم تشهدها أي مدينة حتى ذلك الوقت.

## مواقع القصف في الأدب ووسائل الإعلام
تم الاستعانة بأنقاض مواقع القصف الفيتنامية وبقايا البنية التحتية للمدينة المقصوفة كخلفية لكثير من مشاهد الحركة في فيلم الرجل الثالث (The Third Man) تأليف غراهام غرين الذي عاد لفكرة مواقع القصف هذه مرة أخرى، عندما أشار إليها في قصته القصيرة «المدمرون (The Destructors)» عام 1954.

## وصلات خارجية
- Photograph: Bristol's last Bomb Site
- London Discovery Tours offers walks around the London bomb sites
- Photograph: Open spaces in Portsmouth where bombs had fallen
- Photographs: World War 2 Bomb Sites
- On Google Maps: V2 sites in Walthamstow
- Summary of 'The Destructors' by Graham Greene (from litsum.com)
- Summary of 'The Destructors' by Graham Greene (from enotes.com)
- Other essays analysing Graham Greene's 'The Destructors'
- Images of London bomb damage and related material
- The Psychological effects of war and violence on children By Lewis A. Leavitt, Nathan A. Fox on Google Books

## كتابات أخرى
- Moshenska، G. (2009). "Resonant Materiality and Violent Remembering: Archaeology, Memory and Bombing". International Journal of Heritage Studies. ج. 15 ع. 1: 44–56.
- Mellor، L. (2004). "Words from the bombsites: debris, modernism and literary salvage". Critical Quarterly. ج. 46: 77–90. DOI:10.1111/j.0011-1562.2004.00598.x.
- Schofield، John (2002). "Monuments and the memories of war: motivations for preserving military sites in England". في Beck، Colleen M.؛ Johnson، William Gray؛ Schofield، John (المحررون). Matériel Culture: The Archaeology of Twentieth-Century Conflict. One World Archaeology. London, UK: Routledge. ج. 44. ص. 143–158.
- James، J. (2006). "Undoing Trauma: Reconstructing the Church of Our Lady in Dresden". Ethos. ج. 34: 244–272. DOI:10.1525/eth.2006.34.2.244.
- Moeller، Robert G. (2006). "On the History of Man-made Destruction: Loss, Death, Memory, and Germany in the Bombing War". History Workshop Journal.